# Сувчинский, Пётр Петрович
Пётр Петро́вич Сувчи́нский (5 октября 1892, Санкт-Петербург — 24 января 1985, Париж) — русский музыкант, философ, музыкальный писатель и организатор, публицист, входивший в круг евразийцев.

## Биография
Родился в семье председателя правления русского товарищества «Нефть», потомственного польского дворянина, графа Петра Сувчинского (герб Шелига). Детство провел в родовом имении под Полтавой.
Закончил Петербургский университет, принял участие в издании первого евразийского сборника «Исход к Востоку», брал уроки фортепиано и вокала, готовился стать оперным певцом. Был близок к Миру искусства, встречался с Вс. Мейерхольдом, С. Дягилевым, А. Блоком. Один из основателей и издателей петербургского журнала «Музыкальный современник» (1915—1917). С 1918 года — за рубежом (Берлин, София, Париж). Совместно с Н. С. Трубецким и П. Н. Савицким основал «Движение Евразии», с 1922 по 1928 являлся руководителем издательств «Евразия» в Берлине и Париже. В 1921 году участвовал в первом евразийском сборнике «Исход к Востоку», был одним из редакторов журнала «Вёрсты» (1926—1928).
В 1925 женился на Вере Александровне Гучковой (1906—1987), дочери лидера октябристов А. И. Гучкова.
2-й брак — Марианна Львовна Карсавина (1911—1994, Париж), дочь философа, богослова Л.П.Карсавина.
Дружил с А. Н. Римским-Корсаковым, Мясковским, Прокофьевым, Ремизовым, Карсавиным, Стравинским (помогал последнему в его работе над книгой «Музыкальная поэтика», 1942), Арто, Поланом, Мишо, Шаром. Писал либретто для Мясковского и Прокофьева. Оставил эссе о Розанове, Ремизове, Блоке.
В 1932 году подал прошение о советской визе, но получил отказ. В 1937 всё же посетил СССР и был глубоко разочарован культурной политикой. В 1946 году после некоторых колебаний принял окончательное решение не возвращаться в Россию.
После Второй мировой войны пропагандировал музыку Мессиана, Штокхаузена, Булеза. Для итальянской и французской энциклопедий написал статьи о А. К. Лядове, П. И. Чайковском, Блуменфельде, перевел на французский язык несколько опер русских композиторов. Вместе с Булезом и Жаном-Луи Барро основал в 1953 году общество «Музыкальное достояние» (фр. Domaine musical), концерты которого, посвящённые современным композиторам, в том числе — российским (Э. Денисов и др.), были на протяжении двадцати лет значимыми событиями в музыкальной жизни Франции. Известна переписка Сувчинского с М. Горьким, М. Цветаевой, Б. Пастернаком, М. Юдиной, Б. де Шлёцером.
Давал частные уроки фортепиано, среди его учеников — Геза Анда.

## Сочинения
- Musique russe; études réunies. Paris: Presses universitaires de France, 1953
- Un siècle de musique russe: 1830—1930: Glinka, Moussorgsky, Tchaïkowsky, Strawinsky: et, autres écrits. Arles: Actes Sud, 2004